# Big Creek (Virginia Occidental)
Big Creek es un lugar designado por el censo ubicado en el condado de Logan en el estado estadounidense de Virginia Occidental. En el Censo de 2010 tenía una población de 237 habitantes y una densidad poblacional de 157,5 personas por km².

## Geografía
Big Creek se encuentra ubicado en las coordenadas 38°0′19″N 82°2′10″O / 38.00528, -82.03611. Según la Oficina del Censo de los Estados Unidos, Big Creek tiene una superficie total de 1.5 km², de la cual 1.5 km² corresponden a tierra firme y (0%) 0 km² es agua.

## Demografía
Según el censo de 2010, había 237 personas residiendo en Big Creek. La densidad de población era de 157,5 hab./km². De los 237 habitantes, Big Creek estaba compuesto por el 99.16% blancos, el 0.84% eran afroamericanos, el 0% eran amerindios, el 0% eran asiáticos, el 0% eran isleños del Pacífico, el 0% eran de otras razas y el 0% pertenecían a dos o más razas. Del total de la población el 3.38% eran hispanos o latinos de cualquier raza.